# Ретикулярия дождевик
Ретикулярия дождевик (лат. Reticularia lycoperdon) — вид миксомицетов семейства Ретикуляриевые.

## Описание
Спорофоры представляют собой эталии подушковидной или языковидной формы 2—8 см в диаметре и 0,5—1 см высотой. Они рассеяны по субстрату, в качестве которого может выступать гнилая древесина и отмершая кора деревьев. Эталии покрыты тонким и легко разрушающимся серебристым кортексом, который может становиться ржаво-коричневым при попадании на него рассеивающихся спор. Под неповреждённым спороношением хорошо заметен серебристо-белый тонкий гипоталлус. Со временем из-за попадания на него спор он становится незаметен. Псевдокапиллиций состоит из серии прикреплённых к основанию спорангия плёнчатых пластинок. От них к вершине отходят тонкие нити, обычно не прикреплённые к внутренней поверхности кортекса. Споры в массе ржаво-коричневые и светло-коричневые в проходящем свете. Обычно скоплений не образуют и имеют шаровидную форму. Диаметр спор 8—10,5 мкм. Около 2/3 поверхности споры занимает орнаментированная сеточка. Плазмодий кремово-белый.

## Галерея

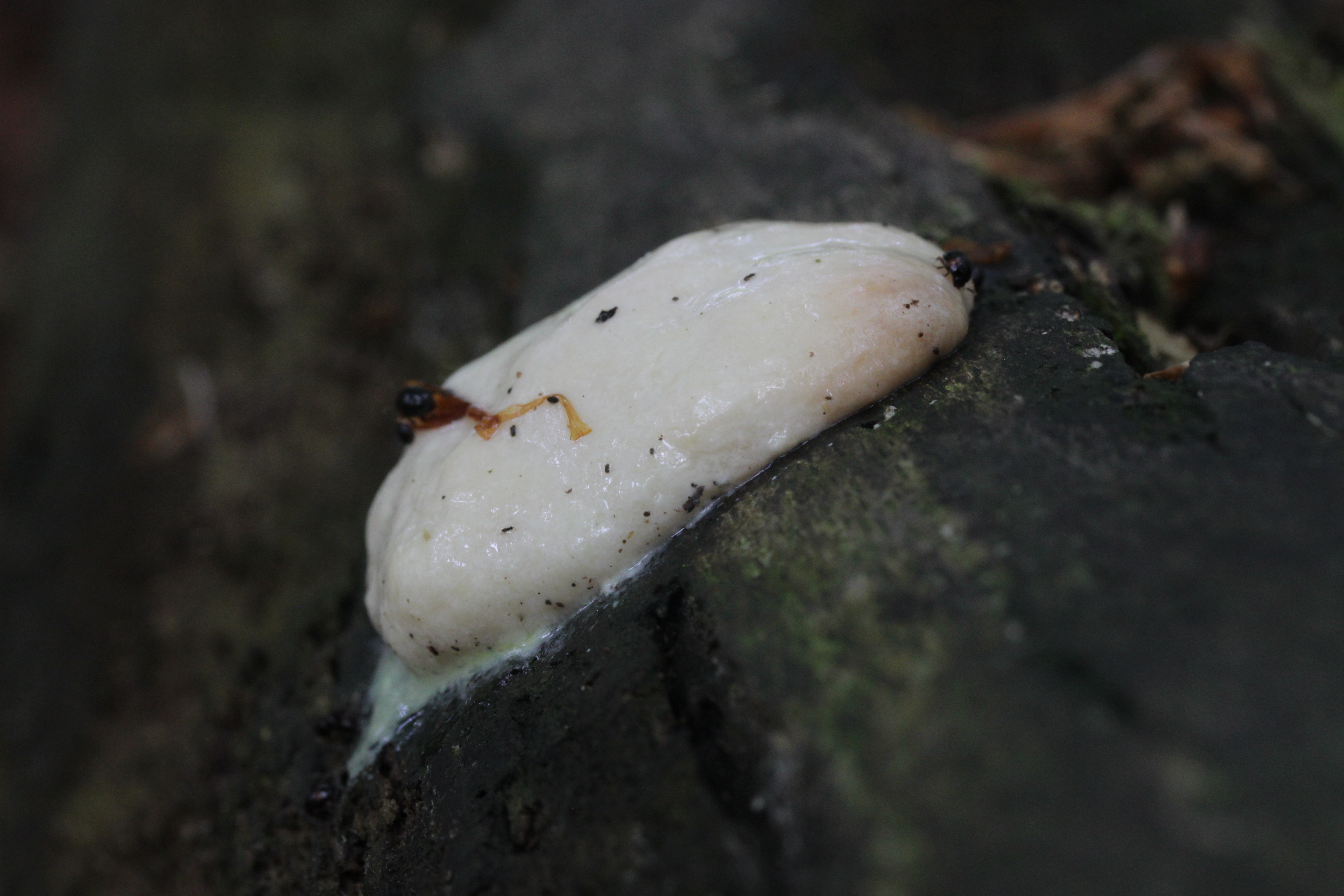
Формирующийся эталий с гипоталлусом
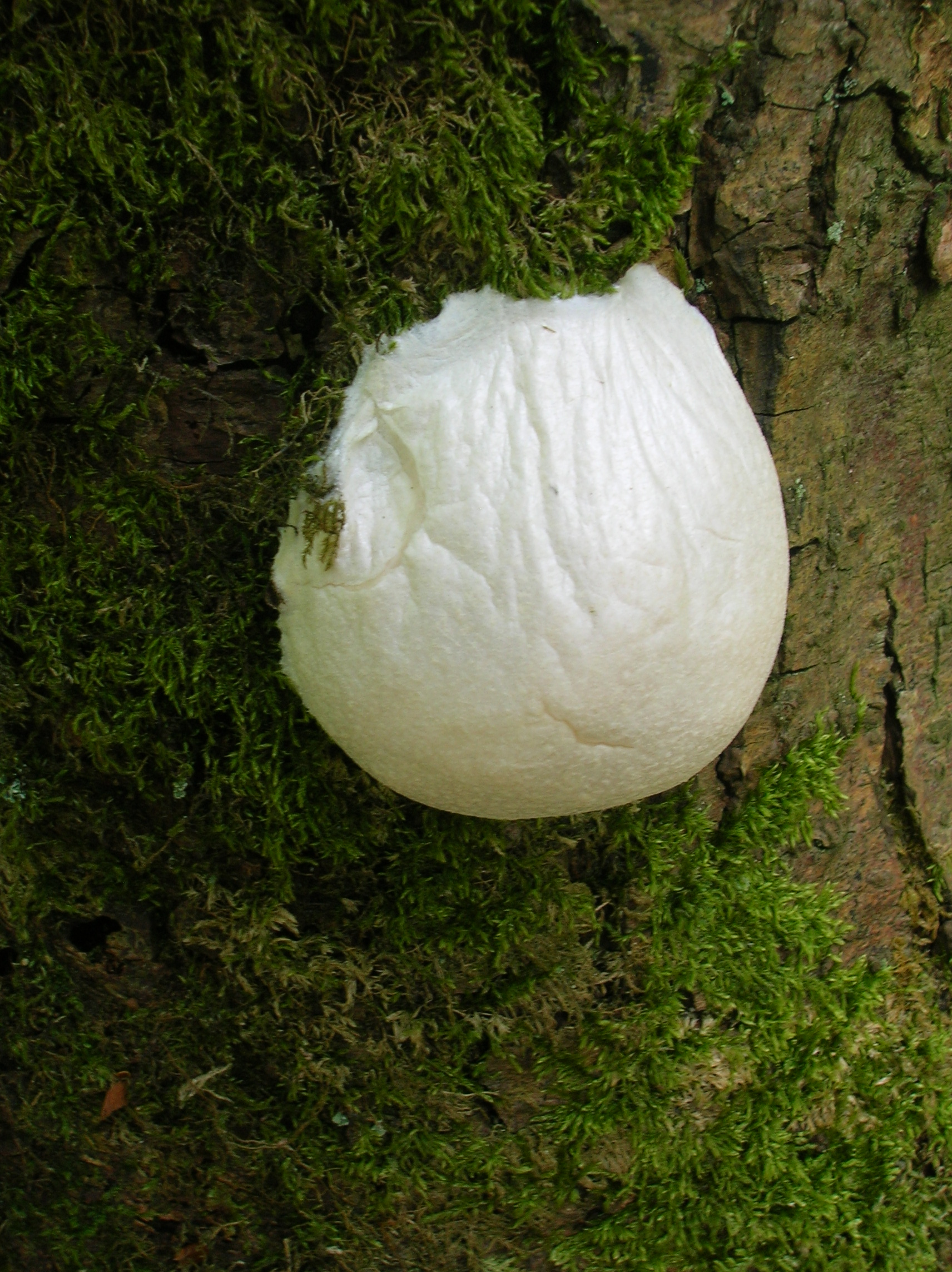
Зрелый эталий
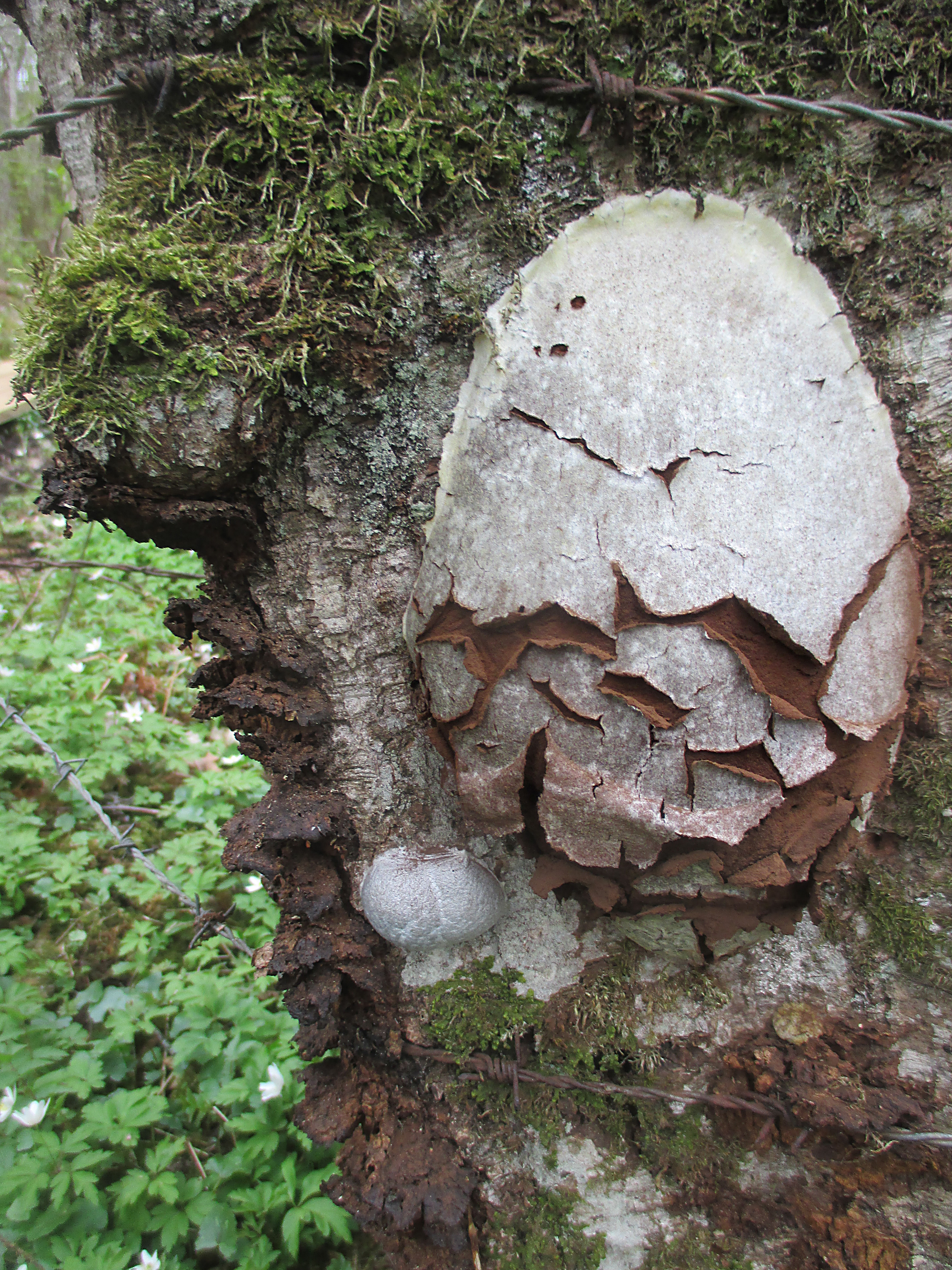
Эталий с рассеивающимися спорами
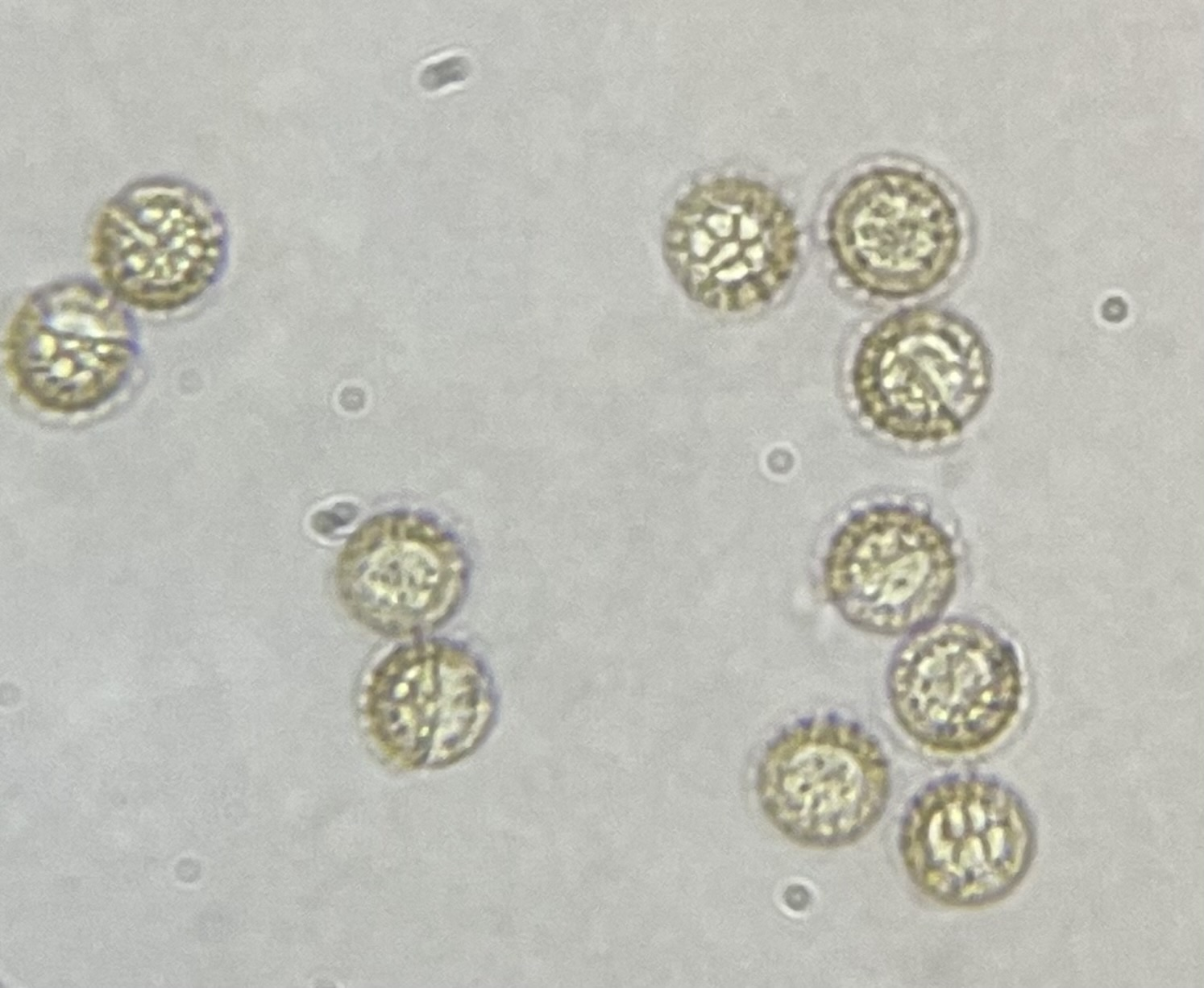
Споры в проходящем свете